# تشارلي مورغان
تشارلي مورغان (بالإنجليزية: Charlie Morgan)‏ (14 أغسطس 1962 في الولايات المتحدة - ) هو مدرب كرة قدم ولاعب كرة قدم أمريكي في مركز الدفاع. لعب مع كليفلاند فورس ‏ وKansas City Attack ‏.